# Zaraza (roślina)

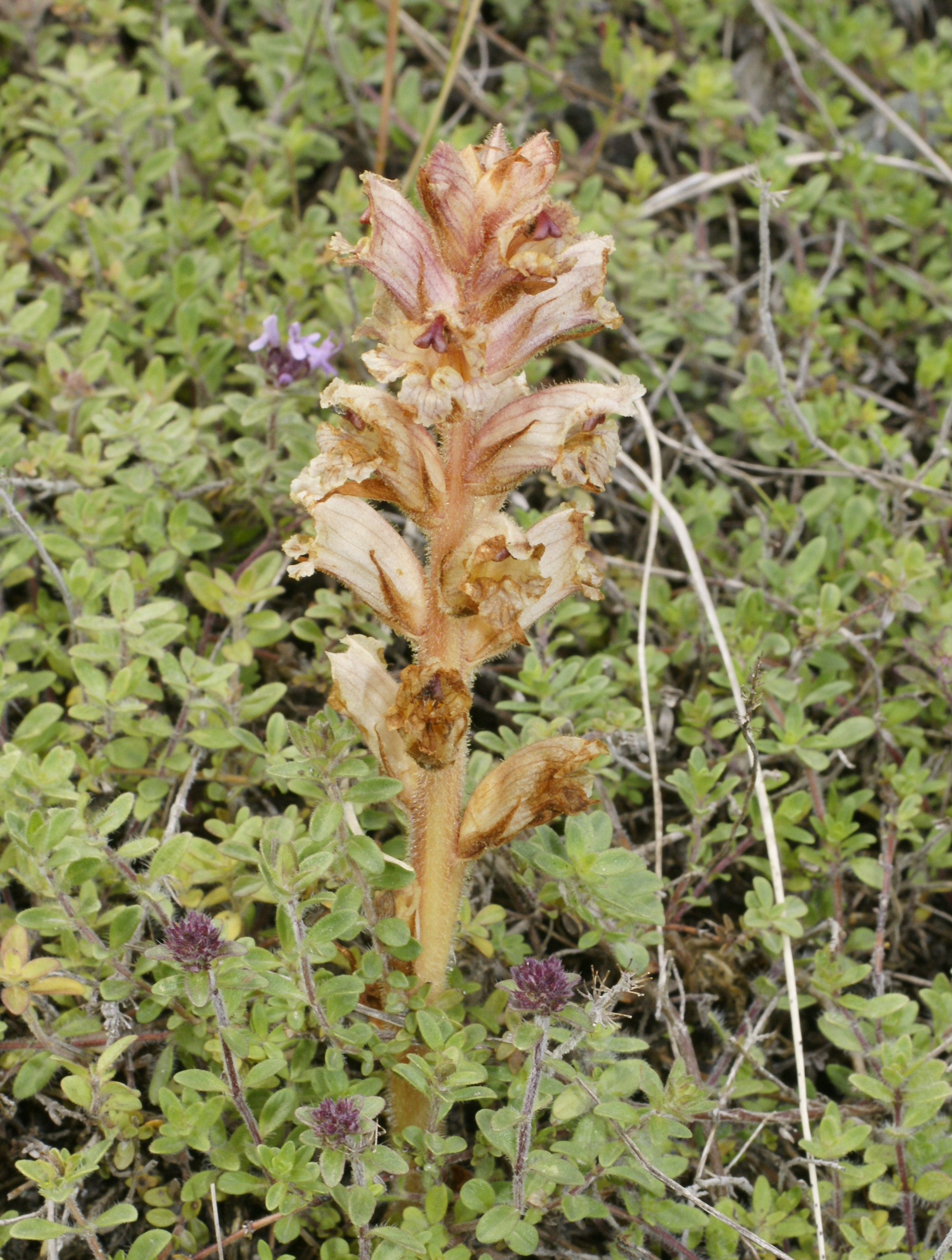
Zaraza macierzankowa

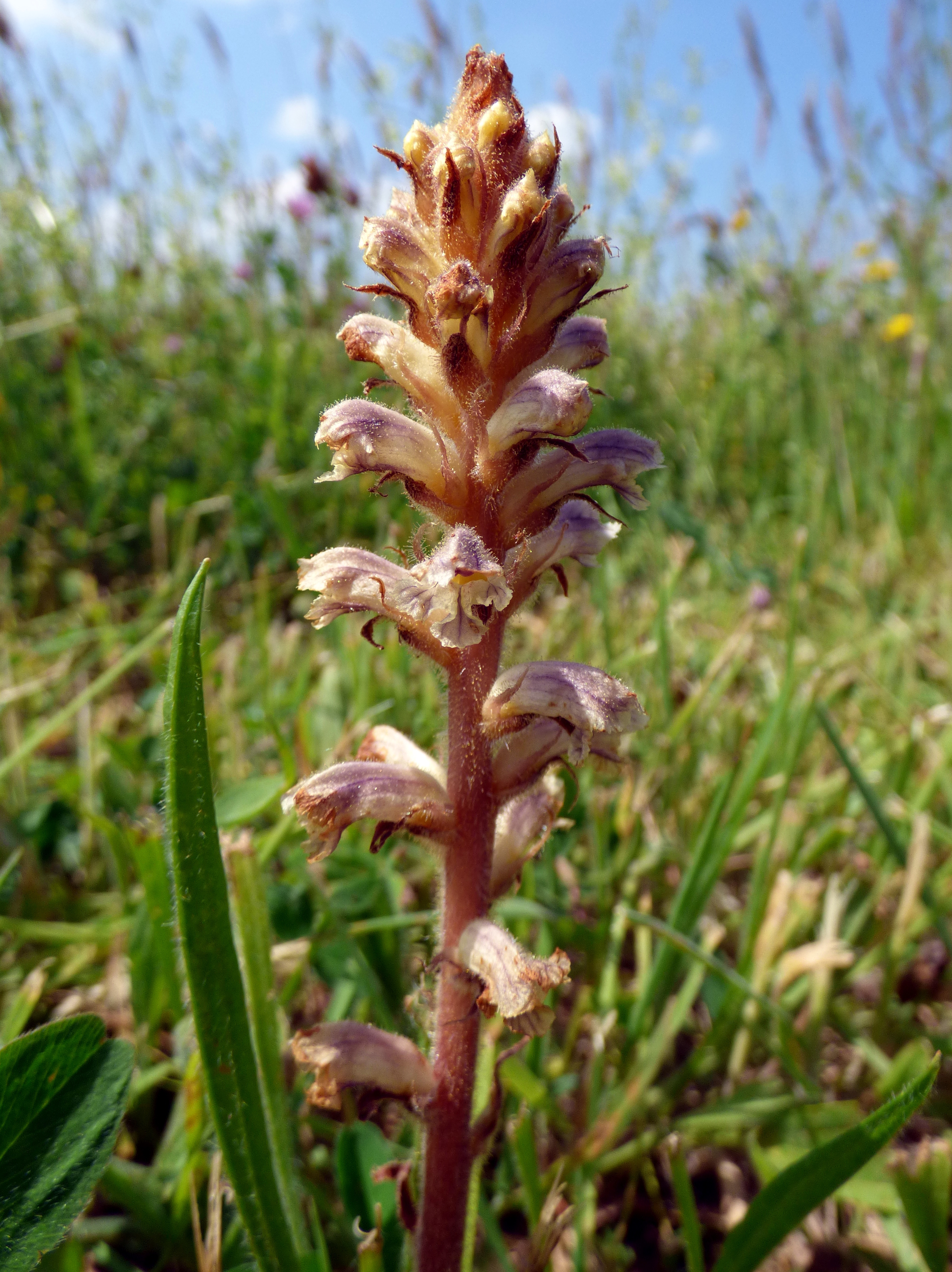
Zaraza drobnokwiatowa

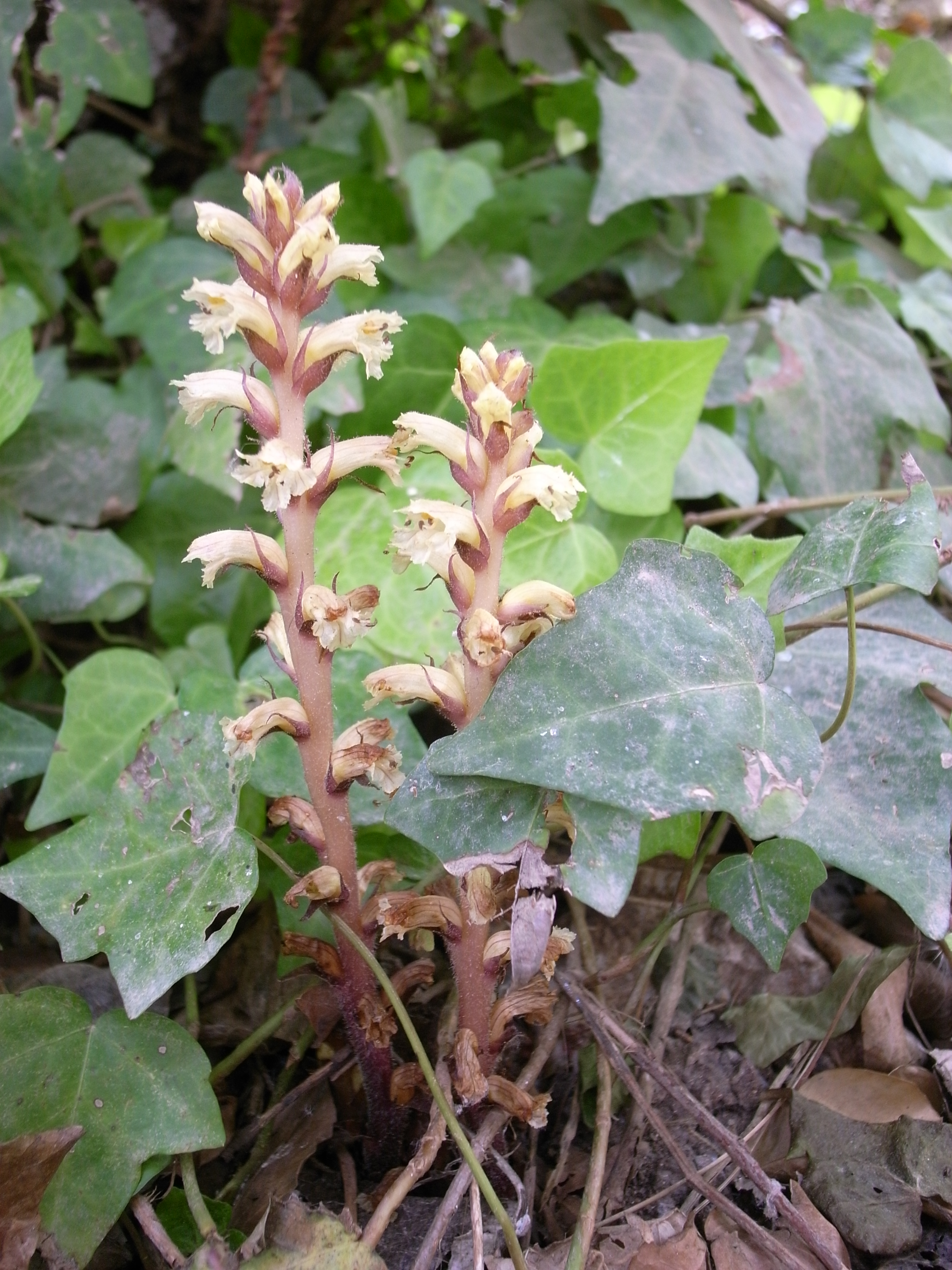
Zaraza bluszczowa

Zaraza (Orobanche L.) – rodzaj roślin należących do rodziny zarazowatych. Obejmuje ok. 150–200 gatunków. Rodzaj jest reprezentowany na wszystkich kontynentach z wyjątkiem Antarktydy, ale najbardziej zróżnicowany jest w zachodniej i środkowej Azji.
Rodzaj obejmuje bezzieleniowe rośliny cudzożywne, nie przeprowadzające fotosyntezy, lecz pasożytujące na innych roślinach (→ rośliny pasożytnicze). Niektóre gatunki przywiązane są do określonych żywicieli (np. zaraza bluszczowa O. hederae do bluszczu pospolitego), inne do różnych gatunków, rodzajów lub nawet rodzin roślin, zawsze jednak pasożytują na roślinach zielnych i niewielkich krzewach. Tylko europejskie gatunki zaraz zarejestrowane zostały jako pasożyty 800 gatunków roślin z 54 rodzin. W niektórych przypadkach pasożytnictwo zaraz może mieć negatywny wpływ na rozwój i plonowanie roślin uprawnych. Szkody w uprawach np. koniczyn powodowała zaraza drobnokwiatowa Orobanche minor, a bobu Orobanche crenata.
Rośliny te zasiedlają najczęściej siedliska suche i nasłonecznione. Zapylane są zwykle przez pszczoły, choć występuje także samopylność.
Niektóre gatunki wykorzystywane były lokalnie jako rośliny lecznicze. Indianie Ameryki Północnej spożywali też pędy tych roślin.

## Rozmieszczenie geograficzne

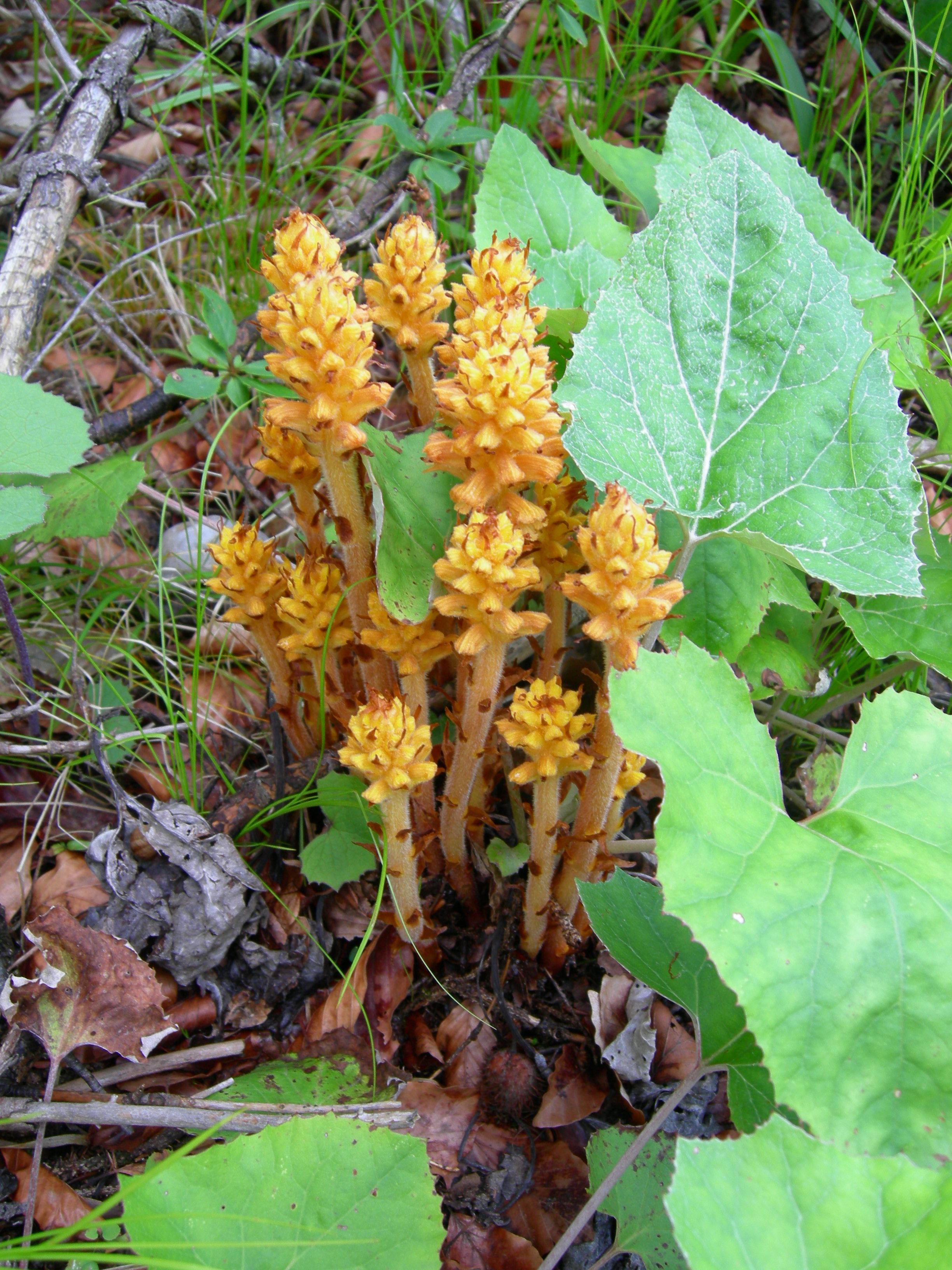
Zaraza żółta

Zarazy występują głównie w strefie klimatu umiarkowanego na półkuli północnej, z centrum zróżnicowania w Azji Mniejszej, w regionie Kaukazu oraz w Azji Środkowej. W Europie rośnie ok. 45 gatunków, z czego w Europie Środkowej i Północnej ok. 30. W Chinach rośnie 25 gatunków, a Kalifornii – 9. Nieliczne gatunki spotykane są także w północnej i wschodniej Afryce oraz w Ameryce Środkowej, w zachodniej i południowej części Ameryki Południowej, w południowej i zachodniej Australii. Jako rośliny introdukowane rosną w Nowej Zelandii i Południowej Afryce.
W Polsce w tradycyjnym, szerokim ujęciu, stwierdzono obecność kilkunastu przedstawicieli rodzaju, cztery z nich przenoszone są współcześnie do rodzaju zaraźnica Phelipanche.
Gatunki flory Polski
Pierwsza nazwa naukowa według listy krajowej, druga – obowiązująca według bazy taksonomicznej Plants of the World online (jeśli jest inna)

- zaraza alzacka Orobanche alsatica Kirschl.
- zaraza Bartlinga Orobanche bartlingii Griseb.
- zaraza berberysowa Orobanche lucorum A.Braun ex F.W.Schultz – efemerofit
- zaraza bluszczowa Orobanche hederae Duby – efemerofit
- zaraza błękitnawa Orobanche coerulescens Stephan
- zaraza czerwonawa Orobanche lutea Baumg.
- zaraza drobnokwiatowa Orobanche minor Sm.
- zaraza goryczelowa Orobanche picridis F.W.Schultz
- zaraza Kocha Orobanche centaurina Bertol.
- zaraza macierzankowa Orobanche alba Stephan ex Willd.
- zaraza Mayera Orobanche mayeri (Suess. et Ronniger) Bertsch[11] ≡ Orobanche alsatica subsp. mayeri (Suess. & Ronniger) Kreutz
- zaraza przytuliowa, z. pospolita Orobanche caryophyllacea Sm.
- zaraza siatkowata Orobanche reticulata Wallr.
- zaraza wielka Orobanche elatior Sutton
- zaraza żółta Orobanche flava Mart. ex F.W.Schultz

Do gatunków wcześniej błędnie opisanych jako stwierdzone w Polsce należą: zaraza krwistoczerwona Orobanche gracilis Sm. i zaraza ożankowa Orobanche teucrii Holandre.
Do gatunków z flory polskiej tradycyjnie zaliczanych do rodzaju zaraza Orobanche, współcześnie klasyfikowanych do rodzaju zaraźnica Phelipanche należą: 
- zaraza gałęzista Orobanche ramosa L. ≡ zaraźnica gałęzista Phelipanche ramosa (L.) Pomel
- zaraza niebieska Orobanche purpurea Jacq. ≡ zaraźnica niebieska Phelipanche purpurea (Jacq.) Sojak
- zaraza piaskowa Orobanche arenaria Borkh. ≡ zaraźnica piaskowa Phelipanche arenaria (Borkh.) Pomel

## Morfologia

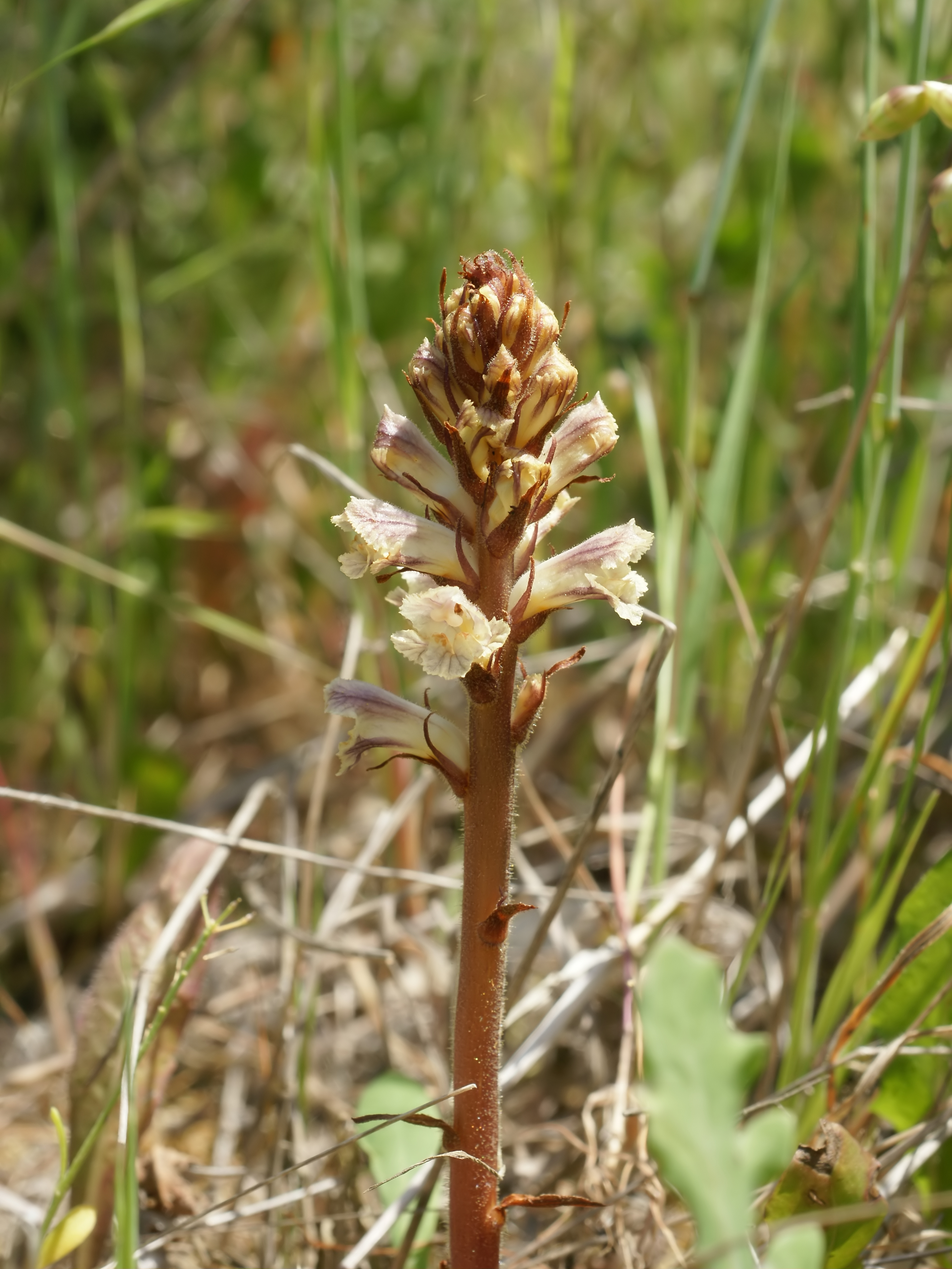
Orobanche crenata

PokrójRośliny jednoroczne, dwuletnie lub byliny o mięsistych pędach osiągających wysokość do 80 cm.
LiścieLiście łuskowate, niezielone.
KwiatyNa bardzo krótkich szypułkach w kątach małych przysadek, lub siedzące, zebrane w prosto wzniesione kwiatostany. Kwiaty o płatkach częściowo zrosłych, koronie grzbiecistej dwuwargowej, często wewnątrz owłosionej. Działki kielicha są cztery, zrośnięte w krótką rurkę, czasem głęboko podzieloną na dwie wargi. Pręciki cztery, w dwóch parach, dwusilne. Zalążnia górna, jednokomorowa, powstająca z dwóch owocolistków. Szyjka słupka pojedyncza, wygięta, na końcu rozwidlona.
OwoceTorebki jednokomorowe z licznymi, drobnymi nasionami. W jednym owocu może rozwinąć się 40 tys. nasion o łącznej masie 4 mg.
KorzeńJako rośliny pasożytnicze nie posiadają typowego korzenia, lecz ssawki, którymi wrastają w roślinę żywicielską.
Gatunki zarazy są trudne do oznaczania. Ważne przy oznaczaniu gatunku jest rozpoznanie rośliny żywicielskiej. Aby stwierdzić to w pewny sposób, należy rozsunąć ściółkę i ziemię wokół oznaczanego gatunku zarazy. W przypadku roślin zebranych ze stanowiska należy przed zasuszeniem rośliny zapisać kolor kwiatów oraz łodygi i pokrywających ją włosków, gdyż podczas suszenia zmieniają barwę, a są to cechy istotne przy późniejszym oznaczaniu.

## Systematyka

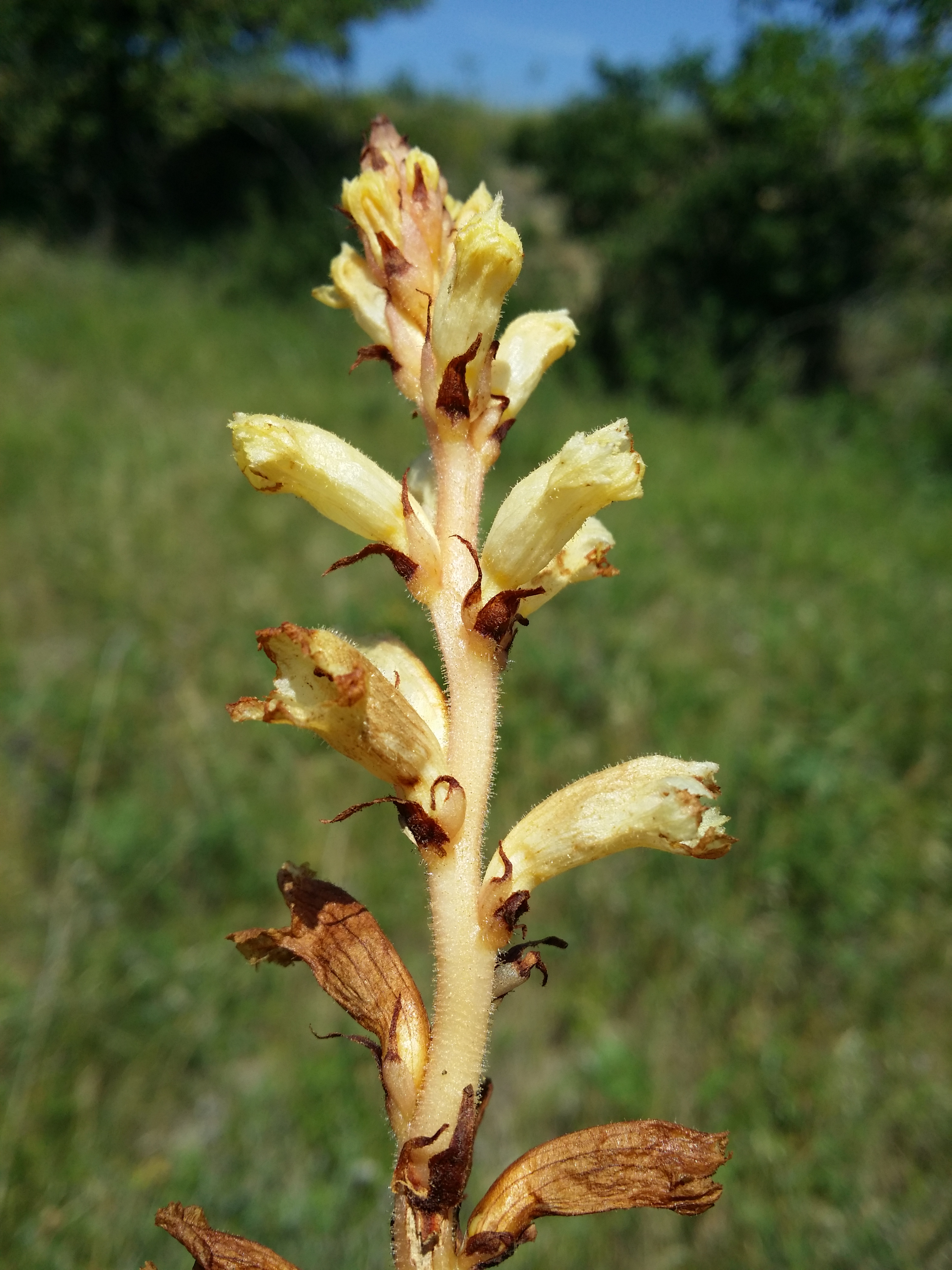
Zaraza Kocha

Jeden z około 90 rodzajów wyodrębnianych współcześnie w rodzinie zarazowatych Orobanchaceae Vent. W jej obrębie należy wraz z 11 innymi rodzajami do plemienia Orobancheae Lamarck & de Candolle. Do rodzajów tych należą m.in.: zaraźnica Phelipanche Pomel, Boulardia F.W. Schultz, Aphyllon Mitch. i Nothaphyllon wyodrębnione w latach 90. XX wieku i na początku XXI wieku z dawniej szerzej ujmowanego rodzaju Orobanche. Po wydzieleniu ww. rodzajów w obrębie Orobanche sensu stricto pozostało ok. 150–200 gatunków.
Podobnie jak w przypadku innych roślin pasożytniczych, redukcja organów (liści, zupełny brak korzeni), utrudnia oznaczanie gatunków i ich taksonomię. Problemy pogłębia w tym wypadku często duża zmienność kształtu i barwy koron kwiatów w obrębie gatunków oraz ciemnienie podczas suszenia okazów zbieranych do zielnika. W wewnątrzrodzajowej klasyfikacji taksonów istotną rolę odgrywają w efekcie poza badaniami molekularnymi m.in. analizy budowy pyłku i płatków korony z użyciem technik mikroskopowych oraz analizy składu olejków eterycznych.
Wykaz gatunków (w szerokim ujęciu rodzaju)
- Orobanche aconiti-lycoctoni Moreno Mor., G.Gómez, Ó.Sánchez, Carlón & M.Laínz
- Orobanche aegyptiaca Pers.
- Orobanche alba Stephan ex Willd. – zaraza macierzankowa
- Orobanche alsatica Kirschl. – zaraza alzacka
- Orobanche amethystea Thuill.
- Orobanche amoena C.A.Mey.
- Orobanche anatolica Boiss. & Reut.
- Orobanche androssovii Novopokr.
- Orobanche angustelaciniata Gilli
- Orobanche apuana Domina & Soldano
- Orobanche arenaria Borkh. – zaraza piaskowa
- Orobanche arizonica L.T.Collins
- Orobanche armena Tzvelev
- Orobanche arpica Piwow., Ó.Sánchez & Moreno Mor.
- Orobanche artemisiae-campestri s Vaucher ex Gaudin
- Orobanche astragali Mouterde
- Orobanche auranitica Mouterde
- Orobanche australiana F.Muell.
- Orobanche australis Moris ex Bertol.
- Orobanche ballii (Maire) Domina
- Orobanche ballotae A.Pujadas
- Orobanche balsensis (J.A.Guim.) Carlón, M.Laínz, Moreno Mor. & Ó.Sánchez
- Orobanche bartlingii Griseb. – zaraza Bartlinga
- Orobanche baumanniorum Greuter
- Orobanche benkertii Rätzel & Uhlich
- Orobanche boninsimae (Maxim.) Tuyama
- Orobanche borissovae Novopokr.
- Orobanche brachypoda Novopokr.
- Orobanche brassicae (Novopokr.) Novopokr.
- Orobanche bulbosa Beck
- Orobanche bungeana Beck
- Orobanche caesia Rchb.
- Orobanche calendulae Pomel
- Orobanche californica Cham. & Schltdl.
- Orobanche campanulae Rätzel, Ristow & Uhlich
- Orobanche camphorosmae (Carlón, G.Gómez, M.Laínz, Moreno Mor., Ó.Sánchez & Schneew.) A.Pujadas & Triano
- Orobanche camptolepis Boiss. & Reut.
- Orobanche canescens C.Presl
- Orobanche caryophyllacea Sm. – zaraza przytuliowa
- Orobanche castellana Reut.
- Orobanche cathae Deflers
- Orobanche caucasica Beck
- Orobanche centaurina Bertol. – zaraza Kocha
- Orobanche cernua Loefl.
- Orobanche chilensis (Phil.) Beck
- Orobanche chironii Lojac.
- Orobanche chrysacanthi Maire
- Orobanche cilicica Beck
- Orobanche cistanchoides Beck
- Orobanche clarkei Hook.f.
- Orobanche clausonis Pomel
- Orobanche coelestis (Reut.) Boiss. & Reut. ex Beck
- Orobanche coerulescens Stephan – zaraza błękitnawa
- Orobanche cohenii Domina & Danin
- Orobanche connata K.Koch
- Orobanche cooperi (A.Gray) A.Heller
- Orobanche corymbosa (Rydb.) Ferris
- Orobanche crenata Forssk.
- Orobanche cumana Wallr.
- Orobanche cypria Reut. ex Kotschy
- Orobanche cyrenaica Beck ex E.A.Durand & Barratte
- Orobanche cyrnea Jeanm., Habashi & Manen
- Orobanche dalmatica (Beck) Tzvelev
- Orobanche daninii Domina & Raimondo
- Orobanche densiflora Salzm. ex Bertol.
- Orobanche denudata Moris
- Orobanche dhofarensis M.J.Y.Foley
- Orobanche ducellieri Maire
- Orobanche dugesii (S.Watson) Munz
- Orobanche ebuli Huter & Rigo
- Orobanche elatior Sutton – zaraza wielka
- Orobanche eriophora Bornm. & Gauba
- Orobanche esulae Pančić
- Orobanche fasciculata Nutt.
- Orobanche flava Mart. ex F.W.Schultz – zaraza żółta
- Orobanche foetida Poir.
- Orobanche fuscovinosa Maire
- Orobanche gamosepala Reut.
- Orobanche georgii-reuteri (Carlón, G.Gómez, M.Laínz, Moreno Mor., Ó.Sánchez & Schneew.) A.Pujadas
- Orobanche gigantea (Beck) Gontsch.
- Orobanche glabricaulis Tzvelev
- Orobanche gracilis Sm. – zaraza krwistoczerwona
- Orobanche gratiosa (Webb & Berthel.) Linding.
- Orobanche grenieri F.W.Schultz
- Orobanche grisebachii Reut.
- Orobanche grossheimii Novopokr.
- Orobanche gussoneana (Lojac.) ined.
- Orobanche hadroantha Beck
- Orobanche haenseleri Reut.
- Orobanche hansii A.Kern.
- Orobanche hederae Duby – zaraza bluszczowa
- Orobanche hedypnoidis (Rätzel, Ristow & Uhlich) Hand
- Orobanche heldreichii (Reut.) Beck
- Orobanche hirtiflora (Reut.) Burkill
- Orobanche humbertii Maire
- Orobanche hymenocalyx Reut.
- Orobanche hypertomentosa M.J.Y.Foley
- Orobanche iammonensis A.Pujadas & P.Fraga
- Orobanche iberica (Beck) Tzvelev
- Orobanche inexspectata (Carlón, G.Gómez, M.Laínz, Moreno Mor., Ó.Sánchez & Schneew.) Domina, Greuter, P.Marino & P.Schäf.
- Orobanche ingens (Beck) Tzvelev
- Orobanche inulae Novopokr. & Abramov
- Orobanche javakhetica Piwow., Ó.Sánchez & Moreno Mor.
- Orobanche kashmirica C.B.Clarke ex Hook.f.
- Orobanche kelleri Novopokr.
- Orobanche kotschyi Reut.
- Orobanche krylowii Beck
- Orobanche kurdica Boiss. & Hausskn.
- Orobanche lainzii (Gómez Nav., Roselló, Peris, A.Valdés & Sanchis) Triano & A.Pujadas
- Orobanche laserpitii-sileris Reut. ex Jord.
- Orobanche latisquama (F.W.Schultz) Batt.
- Orobanche lavandulacea Rchb.
- Orobanche laxissima Uhlich & Rätzel
- Orobanche leptantha Pomel
- Orobanche libanotica (Schweinf. ex Boiss.) Dinsm.
- Orobanche litorea Guss.
- Orobanche longibracteata Schiman-Czeika
- Orobanche loscosii Carlón, M.Laínz, Moreno Mor. & Ó.Sánchez
- Orobanche lucorum A.Braun ex F.W.Schultz – zaraza berberysowa
- Orobanche ludoviciana Nutt.
- Orobanche lutea Baumg. – zaraza czerwonawa
- Orobanche lycoctoni Rhiner
- Orobanche megalantha Harry Sm.
- Orobanche minor Sm. – zaraza drobnokwiatowa
- Orobanche mlokosiewiczii Piwow., Ó.Sánchez & Moreno Mor.
- Orobanche mongolica Beck
- Orobanche montserratii A.Pujadas & D.Gómez
- Orobanche multiflora Nutt.
- Orobanche mupinensis Hu
- Orobanche muteliformis M.J.Y.Foley
- Orobanche mutelii F.W.Schultz
- Orobanche nana Noë ex Rchb.
- Orobanche nowackiana Markgr.
- Orobanche olbiensis (Coss.) Nyman
- Orobanche ombrochares Hance
- Orobanche orientalis Beck
- Orobanche owerinii (Beck) Beck
- Orobanche oxyloba (Reut.) Beck
- Orobanche palaestina Reut.
- Orobanche pancicii Beck
- Orobanche parishii (Jeps.) Heckard
- Orobanche penduliflora Gilli
- Orobanche perangustata M.J.Y.Foley
- Orobanche persica (Beck) Novopokr.
- Orobanche picridis F.W.Schultz – zaraza goryczelowa
- Orobanche pinorum Geyer ex Hook.
- Orobanche portoilicitana A.Pujadas & M.B.Crespo
- Orobanche psila C.B.Clarke
- Orobanche pubescens d'Urv.
- Orobanche pulchella (C.A.Mey.) Novopokr.
- Orobanche purpurea Jacq. – zaraza niebieska
- Orobanche pycnostachya Hance
- Orobanche ramosa L. – zaraza gałęzista
- Orobanche rapum-genistae Thuill.
- Orobanche rechingeri Gilli
- Orobanche resedarum (Carlón, G.Gómez, M.Laínz, Moreno Mor., Ó.Sánchez & Schneew.) A.Pujadas & Triano
- Orobanche reticulata Wallr. – zaraza siatkowata
- Orobanche reuteriana (Rchb.f.) M.B.Crespo & A.Pujadas
- Orobanche rigens Loisel.
- Orobanche riparia L.T.Collins
- Orobanche robbinsii Heckard ex Colwell & Yatsk.
- Orobanche rosmarina Welw. ex Beck
- Orobanche salviae F.W.Schultz ex W.D.J.Koch
- Orobanche sanguinea C.Presl
- Orobanche santolinae Loscos & J.Pardo
- Orobanche schelkovnikovii Tzvelev
- Orobanche schultzii Mutel
- Orobanche schweinfurthii Beck
- Orobanche septemloba (Beck) Tzvelev
- Orobanche serbica Beck & Petrovič
- Orobanche serratocalyx Beck
- Orobanche sinensis Harry Sm.
- Orobanche singarensis Beck
- Orobanche sintenisii Beck
- Orobanche solenanthi Novopokr. & Pissjauk.
- Orobanche sordida C.A.Mey.
- Orobanche spectabilis Reut.
- Orobanche staehelinae D.Pav., Michaud, Véla & J.-M.Tison
- Orobanche stocksii Boiss.
- Orobanche subbaetica Triano & A.Pujadas
- Orobanche sulphurea Gontsch.
- Orobanche tacnaensis Mattf.
- Orobanche tarapacana Phil.
- Orobanche tetuanensis Ball
- Orobanche teucrii Holandre – zaraz ożankowa
- Orobanche transcaucasica Tzvelev
- Orobanche trichocalyx (Webb & Berthel.) Beck
- Orobanche tricholoba (Reut.) Domina
- Orobanche turcica G.Zare & Dönmez
- Orobanche uniflora L.
- Orobanche uralensis Beck
- Orobanche valida Jeps.
- Orobanche vallicola (Jeps.) Heckard
- Orobanche variegata Wallr.
- Orobanche weberbaueri Mattf.
- Orobanche yuennanensis (Beck) Hand.-Mazz.
- Orobanche zajaciorum Piwow.
- Orobanche zosimii (M.J.Y.Foley) Domina